# Aespa
Aespa (Hangul: 에스파, vaak geschreven als aespa of æspa) is een Zuid-Koreaanse meidengroep, samengesteld door SM Entertainment. De groep bestaat uit vier leden: Karina (카리나), Giselle (지젤), Winter (윈터) en Ningning (닝닝). Aespa debuteerde op 17 november 2020 met de single Black mamba.
De naam van de groep is afkomstig van de Engelse woorden 'avatar', 'experience' en 'aspect', en staat voor de mogelijkheden om jezelf te ontmoeten via een avatar en zo een nieuwe wereld te ontdekken. Naast de vier leden zijn er vier avatars ontwikkeld: fictieve bandleden die lijken op de vier echte leden. Hierdoor heeft de band in feite acht leden.
De debuutsingle Black mamba behaalde de 49e plek in de hitlijst van Zuid-Korea en de vijfde plek in de World Digital Song Sales van de Amerikaanse Billboard. De muziekvideo bereikte op de 51e dag na de releasedatum de mijlpaal van 100 miljoen views op YouTube. Dit was een record voor een muziekvideo van een debuterende K-popband.
In 2021 volgden de singles Forever en Next level. Op 5 oktober 2021 heeft de groep haar eerste (mini)album genaamd Savage uitgebracht met een titelsong van dezelfde naam.

## Leden
| artiestennaam | geboortedatum   | geboorteplaats en -land | belangrijkste positie in de groep | geassocieerd symbool |
| ------------- | --------------- | ----------------------- | --------------------------------- | -------------------- |
| Karina        | 11 april 2000   | Seoul, Zuid-Korea       | rapper en danseres                | hart                 |
| Giselle       | 30 oktober 2000 | Seoul, Zuid-Korea       | (hoofd)rapper                     | wassende maan        |
| Winter        | 1 januari 2001  | Busan, Zuid-Korea       | zangeres en danseres              | ster                 |
| Ningning      | 23 oktober 2002 | Harbin, China           | (hoofd)zangeres                   | vlinder              |